# Christine (film, 1983)
Pour les articles homonymes, voir Christine.
Pour plus de détails, voir Fiche technique et Distribution.
Christine (John Carpenter's Christine) est un film d'horreur américain réalisé par John Carpenter et sorti en 1983.
Adaptation du roman du même nom de l'écrivain Stephen King sorti la même année, ce film raconte l'histoire d'une automobile surnaturelle et malfaisante, qui prend petit à petit le contrôle de l'adolescent qui l'a achetée et qui tue tous ceux qui essaient de les séparer.

## Synopsis

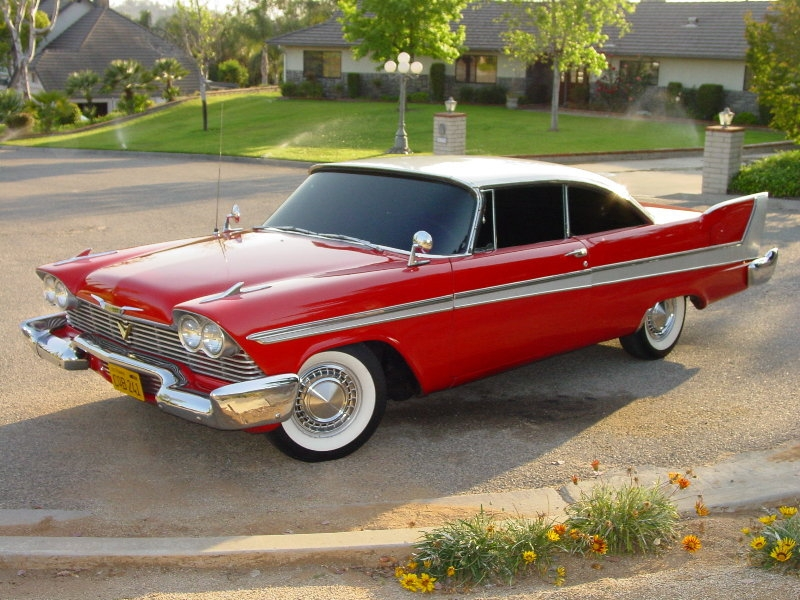
Un des deux modèles survivants de « Christine », la Plymouth Fury d"Arnie, utilisés dans le film.

En 1957, alors qu'un ouvrier d'une chaîne de montage automobile de la ville de Détroit inspecte le moteur d'une voiture Plymouth Fury de 1958 en construction, le capot se referme inopinément sur sa main et le blesse ; peu après, un autre ouvrier meurt mystérieusement dans la voiture, après que celui-ci a laissé tomber de la cendre de son cigare sur le siège.
En 1978, soit une vingtaine d'années plus tard, Arnie Cunningham, un adolescent timide et complexé de Californie est le souffre-douleur de Buddy et de son gang, des brutes de son lycée qui le considèrent comme un minable. Un jour, Arnie, en se promenant avec son meilleur ami Dennis Guilder tombe sous le charme de la Plymouth Fury du début du film, la voiture étant alors une épave en très mauvais état, de couleur rouge et grise, baptisée « Christine ».
Contre l'avis de son ami, Arnie acquiert la voiture et, au mépris de ses parents, commence à la restaurer au Darnell's Garage, là où Arnie travaille le soir après le lycée, exploité sans vergogne par le propriétaire, Darnell. Au fur et à mesure qu'il passe du temps à réparer son véhicule, Arnie commence à changer de personnalité ; il enlève ses lunettes, s'habille mieux et développe un comportement arrogant et sûr de lui. Il va même jusqu'à inviter la plus jolie fille du lycée, Leigh.
Mais « Christine », sa voiture qui se révèle être animée d'une vie propre et de pouvoirs surnaturels, réagit de manière négative à la présence de Leigh. La voiture réagit encore plus violemment quand elle est vandalisée par les membres du gang de Buddy (qui, après avoir été renvoyés du lycée pour avoir tabassé Arnie, se vengent de lui par l'intermédiaire de son véhicule).
Ayant la faculté de se reconstruire par elle-même, « Christine » part alors à la chasse de ses vandales, qu'elle élimine un par un de façon sadique. Puis elle s'en prend à Darnell, le broyant jusqu'à la mort après que ce dernier l'a menacée d'une arme à feu. La voiture maudite s'en prend enfin à son unique rivale humaine, Leigh, la petite amie d'Arnie.
Leigh et Dennis doivent alors s'unir pour vaincre cette voiture du diable.

## Fiche technique
Sauf indication contraire, les informations mentionnées dans cette section peuvent être confirmées par la base de données cinématographiques IMDb,  présente dans la section « Liens externes ».
- Titre : Christine
- Titre original complet : John Carpenter's Christine[2]
- Réalisation : John Carpenter
- Scénario : Bill Phillips, d'après le roman homonyme de Stephen King
- Musique : John Carpenter et Alan Howarth
- Décors : Daniel A. Lomino
- Costumes : Darryl Levine
- Photographie : Donald M. Morgan (de)
- Montage : Marion Rothman
- Production : Richard Kobritz
  - Producteurs délégués : Kirby McCauley et Mark Tarlov
  - Coproducteur : Larry J. Franco
  - Producteur associé : Barry Bernardi
- Sociétés de production : Columbia Pictures, Delphi Premier Productions et Polar Film
- Distribution : Columbia Pictures
- Budget : 10 000 000 $[3]
- Pays de production :  États-Unis
- Langue originale : anglais
- Format : Couleurs (Metrocolor) - 2,35:1 - Dolby - 35 mm
- Genre : fantastique, horreur, drame, thriller
- Durée : 111 minutes
- Dates de sortie[2] :
  - États-Unis : 9 décembre 1983
  - France : 25 janvier 1984
- Classification[4] :
  - États-Unis : R
  - France : tous publics

## Distribution
- Keith Gordon (VF : Gilles Laurent) : Arnold « Arnie » Cunningham
- John Stockwell (VF : Lambert Wilson) : Dennis Guilder
- Alexandra Paul (VF : Olivia Dutron) : Leigh Cabot
- Robert Prosky (VF : André Valmy) : Will Darnell
- Harry Dean Stanton (VF : Marc Cassot) : l'inspecteur de police Rudolph Junkins
- Christine Belford (VF : Béatrice Delfe) : Regina Cunningham
- Roberts Blossom (VF : Philippe Dumat) : George LeBay
- William Ostrander (VF : Richard Darbois) : Clarence « Buddy » Repperton
- Malcolm Danare (VF : Éric Baugin) : Peter « Moochie » Welch
- David Spielberg (VF : Marc de Georgi) : le censeur du lycée M. Casey
- Steven Tash (VF : Vincent Ropion) : Richard « Richie » Trelawney
- Stuart Charno : Donald « Don » Vandenberg
- Robert Darnell (VF : Pierre Hatet) : Michael Cunningham
- Kelly Preston (VF : Joëlle Guigui) : Roseanne
- Richard Collier (VF : Georges Aubert) : Pepper Boyd
- Marc Poppel (VF : Luq Hamet) : Charlie (« Chuck » en VO)
- John Madden : lui-même dans une vidéo télévisée dans la chambre d'hôpital de Dennis
- Art Evans : l'homme tué par Christine au début du film

## Production

### Genèse et développement
Le producteur Richard Kobritz avait produit la mini-série Les Vampires de Salem, déjà adaptée d'un roman de Stephen King. Lors de la production de la mini-série, les deux hommes deviennent assez proches et l'écrivain lui fait parvenir les manuscrits de deux futurs romans : Cujo (1981) et Christine (1983).
Très séduit par le second, Richard Kobritz acquiert les droits de Christine, y voyant la « célébration de l'obsession de l'Amérique pour les voitures. » Le film entre en production alors même que le roman n'est pas encore publié.
John Carpenter est le premier choix de Richard Kobritz pour le poste de réalisateur mais, à cette époque, celui-ci est pris par d'autres projets dont l'adaptation d'un autre roman de Stephen King (Charlie) et celle du roman Le Ninja d'Eric Van Lustbader. Cependant, les deux projets sont repoussés, laissant Carpenter libre de s'engager sur Christine. Kobritz et Carpenter avaient déjà travaillé ensemble sur le téléfilm Meurtre au 43e étage (1978).
John Carpenter demande à engager Bill Phillips comme scénariste. Le cinéaste retrouve par ailleurs Roy Arbogast, qui avait travaillé sur les effets spéciaux de son long métrage The Thing (1982). Carpenter décrira Christine comme un film qu'il n'avait pas prévu, un « job » plutôt qu'un « projet personnel ». John Carpenter souhaitait par ailleurs renouer avec le succès, après l'échec commercial de The Thing.

### Attribution des rôles
Le studio Columbia Pictures souhaite dans un premier temps pour les rôles principaux des vedettes montantes, comme Brooke Shields ou Scott Baio, mais le producteur Richard Kobritz et le réalisateur John Carpenter insistent pour prendre des inconnus.
L'acteur Kevin Bacon est envisagé dans le rôle d'Arnie, avant qu'il ne choisisse de tourner dans Footloose d'Herbert Ross ; le choix se porte finalement sur l'acteur Keith Gordon. Alternant à l'époque sa carrière au cinéma et au théâtre, Gordon saisit cette occasion pour jouer un type de rôle très différent de ce qu'il est dans la réalité[réf. nécessaire].
L'acteur John Stockwell, tout juste sorti de la faculté, est choisi pour le rôle de Dennis. Nicolas Cage est auditionné pour le rôle de Buddy et John Cusack pour celui d'Arnie.

### Tournage

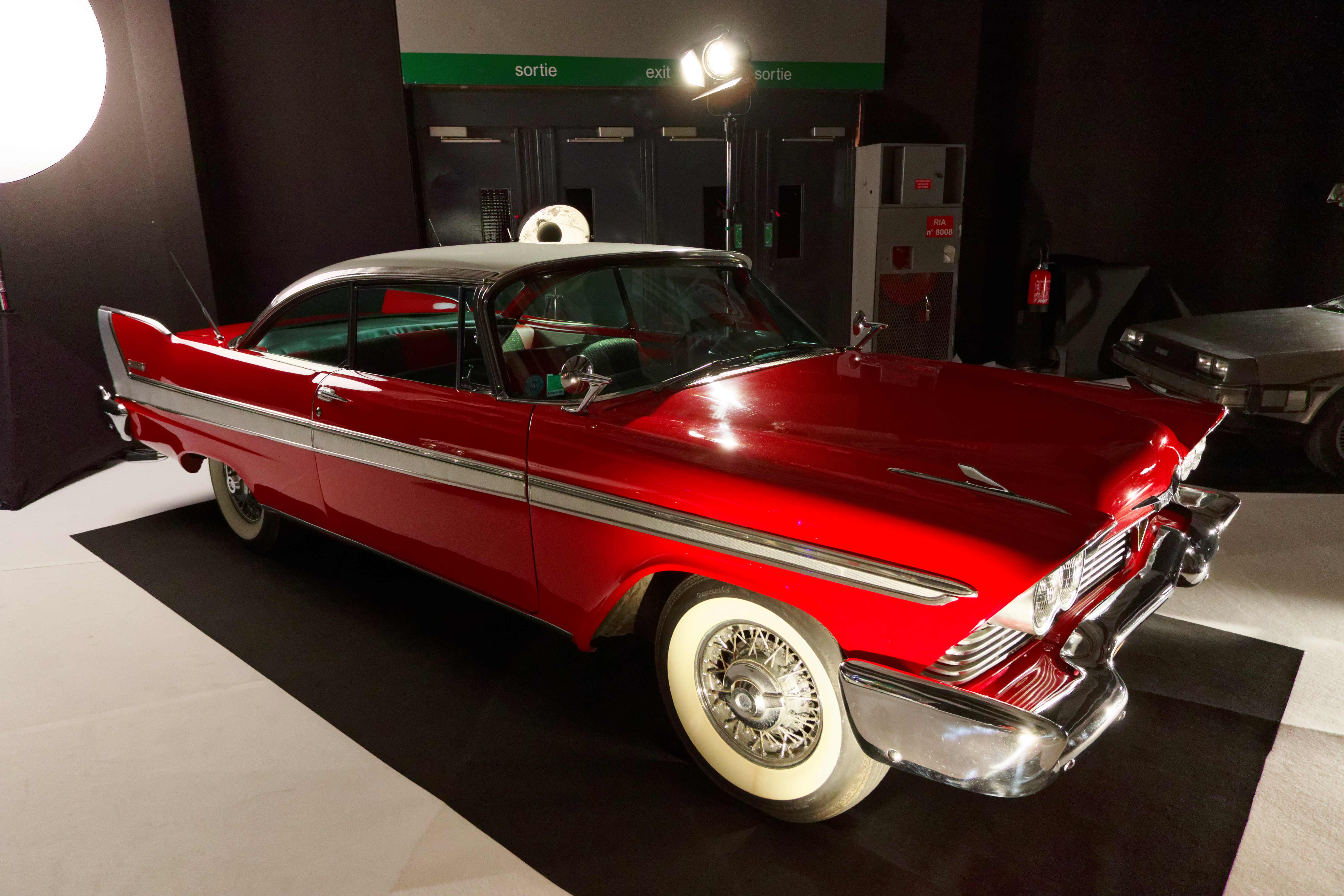
L'une des Plymouth Fury survivantes du film, exposée au Mondial de l'automobile de Paris 2016.

Le tournage débute en avril 1983. La production ne trouve pas moins de vingt-cinq exemplaires de la Plymouth Fury 1958, dont la plupart sont rénovés par l'équipe.
Le garage de Darnell est en fait une ancienne usine de l'époque de la Seconde Guerre mondiale située à Irwindale. Seulement une moitié de l'intérieur est utilisée comme décor pour les scènes du garage tandis que l'autre est utilisée pour d'éventuelles réelles réparations de certains exemplaires de la Plymouth.
Lors des séquences où Christine roule toute seule, notamment pour pourchasser la bande de Buddy, les vitres sont recouvertes d'un filtre noir, non seulement pour masquer le cascadeur conduisant la voiture (un procédé qui lui rend la tâche difficile car il ne voit pas la route, au point de manquer plusieurs fois l'accident), mais aussi pour renforcer l'intrigue sur le fait de savoir si Arnie est au volant ou non.
Lorsque Arnie repousse Leigh, après avoir découvert Christine détruite, Keith Gordon frappe Alexandra Paul par surprise, causant un réel sursaut chez l'actrice.
Lors du tournage de la scène où Leigh rejoint Dennis à bord du bulldozer, John Carpenter a remarqué qu'Alexandra Paul n'était pas comme d'habitude. Cette dernière avait tout simplement fait une blague au réalisateur en faisant jouer sa sœur jumelle Caroline, qui lui ressemblait de façon frappante.

### Bande originale
Albums de John Carpenter
Halloween 3
(1982) Les Aventures de Jack Burton dans les griffes du Mandarin
(1986)
John Carpenter compose la bande originale de son film, avec l'aide d'Alan Howarth, avec lequel il a notamment collaboré sur New York 1997. La musique d'introduction du film est Bad to the Bone de George Thorogood, maintes fois reprise dans d'autres films, comme dans Terminator 2 : Le Jugement dernier.
Toute la musique est composée par John Carpenter et Alan Howarth.
| 1.  | Arnie's Love Theme                | 1:15 |
| 2.  | Obsessed With The Car             | 2:07 |
| 3.  | Football Run / Kill Your Kids     | 2:42 |
| 4.  | The Rape                          | 1:10 |
| 5.  | The Discovery                     | 1:30 |
| 6.  | Show Me                           | 2:36 |
| 7.  | Moochie's Death                   | 2:25 |
| 8.  | Junkins                           | 3:33 |
| 9.  | Buddy's Death                     | 1:27 |
| 10. | Nobody's Home / Restored          | 1:44 |
| 11. | Car Obsession Reprise             | 1:53 |
| 12. | Christine Attacks (Plymouth Fury) | 2:30 |
| 13. | Talk On The Couch                 | 1:23 |
| 14. | Regeneration                      | 1:25 |
| 15. | Darnell's Tonight                 | 0:13 |
| 16. | Arnie                             | 1:01 |
| 17. | Undented                          | 1:54 |
| 18. | Moochie Mix Four                  | 2:26 |

Chansons présentes dans le film
- George Thorogood : Bad to the Bone
- Buddy Holly : Not Fade Away
- Johnny Ace : Pledging My Love
- Robert and Johnny (en) : We Belong Together
- Little Richard : Keep-a-Knockin
- Dion and the Belmonts : I Wonder Why
- The Viscounts (en) : Harlem Nocturne
- Thurston Harris : Little Bitty Pretty One
- Danny & the Juniors : Rock and Roll Is Here to Stay
- Alan Howarth : Christine attacks
- Larry Williams : Bony Moronie
- Rolling Stones : Beast of Burden

La chanson Bad to the Bone, interprétée par George Thorogood, est utilisée pour la scène d'ouverture du film qui se déroule à Détroit en 1957. Par ailleurs, lorsqu'Arnie et Dennis roulent en direction du lycée, au début du film, on peut entendre à la radio l'introduction de la chanson The Name of the Game du groupe ABBA avant qu'Arnie ne l'éteigne.

### Postproduction
Il n'est décidé qu'au cours du montage de tourner la séquence d'auto-réparation de Christine, Richard Kobritz et John Carpenter ayant envisagé à l'origine de faire resurgir la voiture intacte, sans transition. Les plans composant cette séquence sont réalisés en écrasant la voiture par pression hydraulique au niveau des pièces cadrées. Les plans sont montés en marche arrière, les déformations semblent disparaître.
Certaines scènes coupées au montage révélaient notamment :
- Arnie qui fond en larmes dans la voiture de Dennis (une Dodge Charger 1968), en revenant du garage Darnell, se plaignant d'être un ingrat ;
- des plans supplémentaires de la séquence où la bande de Buddy saccage Christine. On y voit entre autres Buddy retourner le capot du moteur, Richie uriner dans le réservoir et Moochie déféquer sur le tableau de bord. Ce dernier détail est tout de même mentionné deux fois dans le montage final, par Arnie (« Un de ces salopards a chié sur le tableau de bord de ma voiture, maman ! Tu trouves ça raisonnable ?! ») puis par l'inspecteur Junkins (« Un des membres de ce raid a... déféqué sur le tableau de bord. ») ;
- Regina regardant Arnie dormir, après la dispute durant le dîner, et se montrant de plus en plus inquiète vis-à-vis du comportement de son fils ;
- une troisième visite d'Arnie à la chambre de Dennis à l'hôpital dans laquelle il manifeste une attitude plus inquiétante envers son camarade ;
- une discussion entre Dennis et Leigh dans la voiture. Se rendant compte qu'elle est tombée amoureuse de la mauvaise personne, Leigh exprime finalement ses sentiments pour Dennis et l'embrasse. Arnie arrive par derrière au volant de Christine, les aperçoit et, se sentant trahi, insulte Dennis. Il redémarre sur les chapeaux de roues et manque d'écraser Dennis.

## Accueil
Christine reçoit un accueil critique majoritairement positif. Sur le site agrégateur de critiques Rotten Tomatoes, le film obtient un score de 69 % de critiques favorables, sur la base de 29 critiques collectées et une note moyenne de 5,90/10 ; le consensus du site indique : « Les fissures commencent à apparaître dans les instincts de réalisateur de John Carpenter, mais Christine est néanmoins amusant et plein d'entrain ». Sur Metacritic, le film obtient une note moyenne pondérée de 57 sur 100, sur la base de 10 critiques collectées ; le consensus du site indique : « Avis mitigés ou moyens ».
Le film connaît un certain succès commercial, rapportant environ 21 000 000 $ au box-office lors de son exploitation en Amérique du Nord pour un budget estimé à 10 millions. En France, le film réalise 981 177 entrées.

## Distinctions
- Saturn Awards 1984 : nomination au prix de meilleur film d'horreur[14].
- Festival international du film fantastique d'Avoriaz 1984 : nomination au Grand Prix du festival.

## Éditions vidéo
Le 18 septembre 2019, le film ressort en DVD, Blu-ray et Blu-ray Ultra HD chez l'éditeur français Carlotta.
Le Blu-ray UHD comprend le film, ainsi que le commentaire audio de John Carpenter et de Keith Gordon, ainsi qu'un teaser et une bande-annonce du film. Le Blu-ray contient le même commentaire audio, un making-of en trois parties, 20 scènes coupées, une conversation avec John Carpenter à l'occasion de l'obtention du Carrosse d'or 2019, un teaser et une bande-annonce. Le DVD comprend presque les mêmes bonus.

## Autour du film

### Commentaire
La technique du plan subjectif est utilisée pour donner à Christine une vie artificielle ; le procédé est habituellement réservé pour emprunter le regard d'un être vivant, humain ou animal :

« Ses phares qui s’allument, son moteur qui se met en route tout seul, gronde et rugit, sont autant de signes qui révèlent une créature animée de sentiments et d’une volonté qui n’appartiennent qu’à elle. Lorsque Christine décide d’agir et de tuer, la caméra emprunte sa vision et voit alors avec ses phares. Christine, flamboyant d’un rouge écarlate, est une créature diabolique. »

À la fin du premier climax, la personnalité de Christine atteint son apogée lorsque son capot, défoncé, prend la forme de dents.

### Divers
- Contrairement à son personnage, l'acteur John Stockwell n'était pas un sportif de haut niveau ni un amateur de voitures.
- La nouvelle plaque d'immatriculation de Christine commence par les lettres « CQB », qui sont les initiales de Close Quarters Battle, ce qui signifie « combat rapproché ».
- Pour la scène où Arnie et Leigh flirtent dans le drive in sous l'orage, Keith Gordon et Alexandra Paul se sont entraînés à s'embrasser afin d'être plus crédibles dans leur jeu.
- Peu avant que Christine ne l'étouffe par son pouvoir, Leigh commence à déguster son hamburger. En réalité, Alexandra Paul était végétarienne et s'est donc contentée de croquer le bord du pain.
- Dans le film, l'inspecteur Junkins (Harry Dean Stanton) conduit un modèle plus récent de la Plymouth Fury, un modèle de type Full-size, construit de 1974 à 1981.
- Le film fut l'une des inspirations du réalisateur Matt Reeves pour concevoir la Batmobile du film The Batman (2022).

### Différences entre le roman et le film
Le scénario du film diffère en de nombreux points par rapport au livre :
- La séquence de l'usine de fabrication en 1957 n'est pas présente dans le livre.
- Dans le livre, Arnie rachète Christine à Roland LeBay ; Dans le film, il la rachète à George LeBay, le frère de Roland, ce dernier s'étant suicidé par asphyxie des gaz d'échappement (dans le livre, il ne meurt que plus tard).
- Dans le livre, Darnell se sert de son garage comme façade pour dissimuler des opérations illicites, détail qui n'est pas précisé dans le film.
- Dans le livre, un des voyous de la bande de Buddy Repperton parvient à échapper à Christine alors que dans le film, ils meurent tous dans l'immédiat.
- Dans le livre, Dennis prétend que Roland LeBay aurait volontairement sacrifié sa femme et sa fille pour satisfaire son obsession pour Christine.
- Dans le livre, l'inspecteur Junkins meurt dans un accident de voiture contrairement au film où il reste en vie.
- Dans le livre, Dennis et Leigh se servent d'un camion de vidange des fosses septiques de couleur rose baptisé "Petunia" ; Dans le film, il se servent d'un bulldozer jaune garé dans le garage de Darnell.
- Dans le livre, Christine tue Michael Cunningham (père d'Arnie) tandis que son fils est parti avec sa mère, ce qui n'est nullement le cas dans le film.
- Dans le livre, Arnie et Regina Cunningham meurent dans un accident ; Dans le film, Arnie est présent au volant de Christine lors du règlement de comptes dans le garage de Darnell et meurt en traversant le pare-brise et la vitre du bureau.
- L'épilogue du livre n'a pas été adapté pour le film : L'action se déroule quatre ans plus tard, Dennis et Leigh se sont séparés puis Dennis apprend dans un journal que le dernier voyou de la bande de Buddy est mort écrasé par une voiture, suggérant alors que Christine s'est reconstruite et craignant qu'elle ne veuille se venger de lui et de Leigh. Cependant, le dernier plan du film, montrant Christine compressée et faisant un très léger mouvement de ferraille, pourrait suggérer cet épilogue. « Mon Dieu... Cette fureur sans fin... »